# Prince of Persia (videójáték, 2008)
A Prince of Persia (az alcím hiánya miatt a 2008 vagy a Next-gen jelzőt szokták hozzátenni, esetleg – tévesen – Prince of Persia 4-nek is nevezik) egy platformjáték, amit a Ubisoft adott ki 2008 decemberében az összes nagyobb platformra, 2009-ben pedig a Cider motornak a segítségével a Mac változat is megjelent. Egy teljesen új fejezetet nyit a Prince of Persia játékok történetében, amihez újfajta grafikai stílus társul. A rajzfilmszerű hatás a cel-shading eljárásnak köszönhető.

## Játékmenet

A játékban az előzőekhez képest kevesebbet kell harcolni, ám az egyes főellenfelekkel több alkalommal is meg kell küzdeni.

Ben Mattes producer szerint a játék megtartotta a Prince of Persia sorozat fő jellemvonásait: A főhős Perzsiát idéző környezetben kalandozik, harcol, és logikai feladványokat old meg.
A játék során az a feladat vár rá, hogy megtisztítsa a fertőzött területeket. Elika lesz a segítségére (A játékos közvetlenül nem irányíthatja); míg a Herceg kardját és különleges páncélkesztyűjét, addig ő mágiát használ, amiket kombinálhatnak is, így növelve meg a hatékonyságukat. Elika fontos szerepet játszik abban, hogy megmenti a Herceget; ha lezuhan, akkor a legutolsó mentési ponthoz (gyakorlatilag az utolsó szilárd platformelemre) repíti vissza. A Herceg, ha a harcban súlyosan megsérül, és a földre kerül, a játékos a képernyőn felvillanó gombokat lenyomva (Quick Time Event, ez a Two Thronest idézi) újra talpra állíthatja, azonban ha ezt elrontja, akkor Elika a segítségére siet és egy varázslattal megmenti, ezzel viszont az ellenfél életerejének bizonyos része visszatöltődik. A játékos tehát nem halhat meg.
Az Idő homokja és az azzal kapcsolatos képességek teljesen eltűntek a játékból, az akrobatikai rész azonban nem sokat változott. A korábbi képességek, mint például a falon futás, megmaradtak, újdonság viszont, hogy főhős kesztyűjét használva a falakon lecsúszhat, illetve a nagyobb távot áthidaló ugrásoknál Elika is segít, ha pedig a játékos megadja, hogy a térképen merre szeretne továbbhaladni, akkor megmutatja a helyes irányt, de a logikai feladványoknál is fontos szerepe van.
Ha a főhős elég Light Seed-et gyűjt (összesen 1001 darab van belőlük, ami utalás az Ezeregyéjszaka meséire), akkor Elika újabb varázsképességeit oldhatja fel, ami további, addig elérhetetlen területekre enged betekintést. (Nem kell mindet begyűjtenie belőle a játékosnak ahhoz, hogy Elika minden képessége elérhetővé váljon.) A képességeket csak a négyféle lemeztányér egyikén lehet aktiválni. (A letölthető tartalom egy 5. fajtáját is elérhetővé teszi.)
Az előző részektől eltérően itt a játék nyitottabb, a játékos abban a sorrendben megy végig a történeten, ahogy szeretne. Folyamatosan halad előre, megváltoztatja a környezetét, az új képességek birtokában pedig érdemes lehet egyes helyekre visszatérnie az újabb kihívásokért. Miután egy területet megtisztított, a „csapdák” működésképtelenné válnak. A csapdák ugyanis Ahriman által hozott romlás megtestesülései és nem a megszokott mechanikus szerkezetek, azaz ha a játékos hozzáér a fekete anyaghoz, az elnyeli és Elika tudja csak kiszabadítani.
A harcok inkább az eredeti Prince of Persia játékot, mintsem a Sands of Time trilógiát idézik, ugyanis egyszerre csak egy ellenfél lesz, akivel meg kell küzdeni. Itt a Herceg használhatja kardját, páncélkesztyűjét (megemeli vagy eldobhatja ellenfeleit), az ellenfél fölött átívelve támadhat (ez a Sands of Timeban látottakhoz hasonló), illetve az Elika közreműködésével történő mágikus támadást hajthat végre. A játék későbbi szakaszában ennek jelentősége lesz, mivel olyan ellenféllel is szembekerülhet, amit csak bizonyos stílusban harcolva lehet legyőzni.
A játék feloldható karaktereket is tartalmaz. A Herceg helyét átveheti Altaïr (Assassin’s Creed főszereplője), a Sands of Timeban megismert Herceg, vagy egy alternatív karakter a fejlesztés korai szakaszáról. Elika egy előző változata is bekerült, de Farah (Sands of Time) és Jade (Beyond Good & Evil) karaktere is elérhető.

## Történet

Elika mágiával vissza tudja állítani a megfertőzött területek eredeti állapotát.

A történet egy nem megnevezett perzsa városállamban játszódik, ahol a zoroasztrizmus az uralkodó vallás. A játék eseményeinél ezer évvel korábban két Isten, Ormazd és Ahriman hatalmi harca bontakozott ki. Ahriman elkezdte meghódítani a földeket és országokat, Ormazd pedig nem lépett közbe, remélve, hogy úgyis leáll majd, hisz semmi ellenállásba nem ütközött. Amikor már az országok nagy részét megfertőzte és a világ szinte a lábai előtt hevert, Ormazd és népe, az Ahurák bebörtönözték Ahrimant és teremtményeit (Corrupted) a város központjában emelt templomban lévő Élet Fájába (Tree of Life). Ormazd el volt keseredve, hogy nem avatkozott közbe hamarabb, elhagyta világukat, hogy nyugalmat találjon a csillagok között, népére bízva Ahriman őrzését. Ezer évig sikeresen teljesítették a feladatukat, de egyre többen kezdtek kételkedni, mítosznak gondolva a történetet, hisz semmi sem történt az elmúlt évek alatt, így sokan elhagyták a helyet.
A játék kezdetén a egy kalandor és szerencsevadász, akinek neve nem ismert, (Herceg becenéven szólítják, de nem tagja a királyi családnak) épp a sivatagi viharban elkószált, arannyal megpakolt szamarát, Faraht keresi.(Utalás a SoT trilógia hercegnőjére.) Találkozik Elikával az Ahurák hercegnőjével, akit épp katonák üldöznek. Legyőzik a katonákat, a Herceg pedig követi a templomba, ahol Ahrimant őrzik. Amikor odaérnek, szembekerülnek Elika apjával a Gyászoló Királlyal (Mourning King). A harc után az apja kardjával széthasítja a fát és Ahriman elszabadul. Elika és a Herceg elmenekül a templomból, de már csak a pusztuló világot látják.
Elika elmondja, hogy ha vissza akarják állítani a világ egyensúlyát és elűzni a fertőzést, akkor a királyságban az összes Fertile Groundhoz el kell őt juttatnia, ahol mágiával visszaállíthatja a területet régi formájára. (Ezek látják el energiával a templomot, ebből az energiából táplálták a fát, ami eddig fogva tartotta a Sötétség Istenét.) Mindegyik területnek külön őre van, Ahriman hadvezérei: Warrior (Harcos), Hunter (Vadász), Alchemist (Alkimista) és Concubine (Háremhölgy).

A játék művészeti stílusa sokat változott a korábbi részekhez képest.

Ők olyan emberek voltak, akik eladták a lelküket Ahrimannak, hogy cserébe valóra váltsa álmaikat. Hunter egykor egy herceg volt, aki élt-halt a vadászatért, de egy idő után már nem jelentett számára kihívást és örömet, Ahriman a lelkéért cserébe élvezetesebbé tette számára a vadászatokat. Alchemist az alkuja előtt egy Ahura tudós volt, aki közel járt a halhatatlanság eléréséhez, de egészségi állapota nagyon leromlott. Ormazdhoz fordult segítségért, hogy hosszabbítsa meg az életét és befejezhesse kutatását, de ő visszautasította, ekkor Ahriman őt is magához csábította. Concubine régen tapasztalt politikus volt, de amikor egy férfit kívánt elcsábítani, egy másik nő megverte és megalázta, így elvesztette szépségét és befolyását. A Sötétség Istene az illúzió erejét adta a kezébe. Warrior, a legerősebb mind közül. Ő egykoron király volt, akinek országa ostrom alatt állt. Békére áhítozva alkut kötött Ahrimannal, így legyőzte ellenfeleit és megvédte népét. A háború véget ért, az emberek azonban elpártoltak tőle, mert vérszomjassá vált.
Az út során kiderül az apa indítéka, felesége, majd lánya is meghalt, ő pedig összeomlott a gyász súlya alatt, Ahriman elé vitte Elikát, hogy fény segítségével új életet leheljen belé, ezzel viszont a király eladta a lelkét, Ahriman csatlósává válva és a világra szabadította a gonoszt. Miután a Herceg és Elika legyőzték az összes hadvezért, ezzel felszabadítva a Fertile Groundokat, visszatérnek a templomba, hogy újra elzárják Ahrimant, ahol már Elika apja várja őket, akit teljesen bekebelezett a sötétség. Miután legyőzik, a mélységbe veti magát, ezzel megadva az erőt Ahrimannak, hogy újra szabad legyen, így harc bontakozik ki közöttük. Elika nem mondta el korábban, hogy életét kell adnia, ha vissza akarja Ahrimant zárni és végül feláldozza magát, hogy létrehozza Élet Fáját, Ahriman börtönét.
Elika élettelen testével a Herceg kimegy a templomból és látomásként megjelenik előtte, hogy a király mit tett, de ő is belemegy az alkuba, hogy életre keltse Elikát. A megmaradt 4 kisebb Élet Fáját is kivágja (amik a megtisztított területek hatására nőttek ki újból), majd a templomban lévő utolsót is, Ahriman a szabadon engedéséért cserébe pedig odaadja az utolsó Light Seedet, amivel a Herceg újraélesztheti Elikát. A történet végén a Herceg Elikával a karjaiban halad keresztül a sivatagon, miközben mögöttük mindent elemészt a sötétség.
A letölthető tartalom története itt veszi fel a fonalat, a Herceg Elikával a vihar elől egy földalatti helyre vonul. Elika feldúlt a Herceg döntése miatt, arcon csapja és magára hagyja őt. Végül ismét Elika apjába botlanak, de újra legyőzik. Elika többször is megveti a Herceget tettéért, míg ő ragaszkodik hozzá, hogy visszahozva őt lesz esélyük Ahrimant legyőzni. Az út során újra megküzdenek a királlyal, akit elemésztett a sötétség, de a Herceg a trónból kiálló tüskékbe löki, ezzel feltehetően örökre végez vele. A végén Elika egyedül folytatja, hogy megkeresse és segítse népét, a Herceg pedig magára marad a sötétségben.

## Fejlesztés
Az új irány már 2006 szeptemberében is adott volt, akkor szivárgott ki ugyanis az internetre egy tömörített fájl, ami több fejlesztés alatt álló játékból (Az új PoP mellett például a Spilnter Cell Conviction, Rainbow Six Vegas és Assassin’s Creed játékokból) tartalmazott képeket és videókat, de a bejelentésre 2008 májusáig várni kellett. Ekkor beszéltek a történetről és a játékmenetről is, illetve 2008 negyedik negyedévét jelölték meg várható megjelenési időpontként. Azt állították, hogy az előző részben megismert játékmenet alapjai változatlanok maradnak (harc, valamint a platform és logikai részek együttes keverékéből áll), mégis gyökeres változásokat fognak a játékosok tapasztalni. A harcba például visszatért az egy az egy ellen küzdelem, ami az eredeti Prince of Persia játékra volt jellemző. Ben Mattes szerint ezzel a játékosban azt a benyomást keltik, hogy minden ellenfél egyedi és különleges. A játékmotor, a Scimitar engine (2009-től Anvil engine névre változtatták) egy erősen módosított verziója, amit például az Assassin’s Creed is használ, amivel a készítők egy kevésbé lineáris, nagyobb világot tudnak megalkotni.
2008 januárjában újabb képek szivárogtak ki a játékból, a Ubisoft továbbra se kommentálta az esetet. Májusában végül hivatalosan is kiadtak két videót, hogy szemléltessék az új művészeti stílust a Herceg és Elika karakterével, majd júliusban az egyik főellenségről, a Hunterről is.
A Ubisoft korábbi játékai, mint például az Assassin’s Creed tartalmazott a PC-s verzióban egy másolásvédelmi eljárást, (Digital Rights Managment – röviden DRM) amit az új Prince of Persia játékból végül kihagytak.
A producer továbbá arról is beszélt, hogy fő céljuk egy, a játékossal szorosan együttműködő, mesterséges intelligencia által irányított karakter létrehozása volt, így alakítva ki a kooperatív játékmenetet: „Már az első naptól kezdve tudtuk, hogy ez a játékelem lesz az, ami majd az Idő homokját helyettesítheti, bár maga Elika csak később alakult ki, mert azon is gondolkoztunk, hogy egy rokona tölthetné be ezt a szerepet.” A mesterséges intelligencia által irányított társ ötlete pedig a Prince of Persia: The Sands of Time hatására alakult ki, mert úgy érezték, a történetmesélés szempontjából jól működött a kapcsolatuk és ezt szerették volna még kicsit csiszolni és kibővíteni az új részben.
A játék zenéjét Inon Zur és Stuart Chatwood szerezte, akik már a korábbi részeknél is együttműködtek.

### Letölthető tartalom
A játékhoz csupán egy letölthető tartalom (Downloadable contetnt, azaz DLC) jelent meg Epilogue címmel, ami új területet (The Underground Place), ellenfeleket, harci mozdulatokat tartalmazott és egy új képességet Elika számára. (Energize – Korábban elpusztult elemeket hoz vissza egy kis időre, amin a Herceg továbbhaladhat.)
Eredetileg 2009. február 26-án jelent volna meg Xbox 360 és PlayStation 3 platformokra, de végül március 5-re halasztották.
Üzleti okokra hivatkozva a Ubisoft nem adta ki PC-re az Epilogue tartalmat.

## Fogadtatás
| Összegzőoldal | Értékelés |
| ------------- | --------- |
| GameRankings  | 81%       |
| Metacritic    | 82/100    |

| Szerző        | Értékelés |
| ------------- | --------- |
| Eurogamer     | 6/10      |
| GameSpot      | 8,0/10    |
| GameSpy       | 4,5/5     |
| GameStar (HU) | 87/100    |
| IGN           | 9,3/10    |
| PC Guru       | 9,5/10    |

A játékot átlagosan mindenhol jó fogadtatásban részesült, a Xbox 360, PC és PlayStation változatok 81,82 és 85 százalékos átlagot értek el a Meatcritic oldala szerint.
Hilary Goldstein az IGN értékelésénél kiemelte az egyszerű, de látványos harcot és akrobatikus részeket, viszont hiányolta a kihívást (ami az előző részekben megvolt), hogy szerethetővé váljon a játék. A Gamespot tesztje hasonló véleményen volt, de ők méltatták a kiváló művészeti stílusát. Az Eurogamer a túlzottan ismétlődő játékmenetet nevezte meg, mint az egyik legnagyobb negatívum, illetve egyetértett abban a többi tesztelővel, hogy túl könnyűvé vált a játék az egyszerűsített harc és platformrészek miatt. A játék technikai oldalát viszont pozitívan értékelték.
A PC Guru értékelésében dicsérték a jelentős változásokat, mind a játékmenet, mind a grafika terén, negatívumnak a kihívás hiányát hozták fel. A GameStar cikke szintén a grafikát emelte ki a pozitívumoknál a zene és az animációk mellett, míg a játék legnagyobb hibáinak a néha unalomba fulladó játékmenet és történetet, valamint a főhős személyiségét tartották.
Sokan összehasonlították a dizájn miatt a Mirror’s Edge és az Ōkami című videójátékokkal, valamint az Assassin’s Creed az egyedi platformrészei és a jó időzítést igénylő harc miatt, a nyitottabb világ és a főellenségek miatt pedig az Ico és a Shadow of the Colossus került összehasonlításba vele.

### Eladások és elismerések
A Ubisoft harmadik negyedévi jelentési szerint 2,2 millió példányt értékesítettek a játékból világszerte 2009 januárjáig. 2009-ben az Academy of Interactive Arts & Sciences (AIAS) az animáció terén elért kiváló teljesítményéért tüntette ki a játékot.